# Frederico II, Duque de Saxe-Gota-Altemburgo
Frederico II de Saxe-Gota-Altemburgo (Gota, 28 de julho de 1676 - Altemburgo, 23 de março de 1732) foi Duque de Saxe-Gota-Altemburgo de 1691 até à sua morte.

## Biografia
Frederico era o quinto filho e primeiro varão de Frederico I, Duque de Saxe-Gota-Altemburgo e da duquesa Madalena Sibila de Saxe-Weissenfels. Após a morte do pai em 1691, Frederico passou a governar o Ducado de Saxe-Gota-Altemburgo.
Como ainda era menor de idade, foi formado um conselho de regência entre os seus tios, Bernardo I, Duque de Saxe-Meiningen e o duque Henrique de Saxe-Römhild. Em 1693, depois de regressar de uma viagem pela Holanda e a Inglaterra, Frederico escreveu ao imperador para lhe pedir uma licença de maioridade e passou a governar o seu ducado de forma independente. Frederico era um governante amando do barroco. A sua política de construção e o exército que herdou do seu pai e aumentou durante o seu reinado gastaram grande parte do seu rendimento. Para resolver o problema, Frederico alugou os seus soldados a príncipes estrangeiros, o que lhe trouxe grandes dificuldades em 1702, quando o rei Luís XIV de França alugou os soldados de Saxe-Gota para os usar na guerra contra o imperador.
Quanto à política interna, Frederico deu seguimento ao trabalho do pai. Abriu um orfanato em Altemburgo em 1715, um asilo em Kahla em 1726 e mandou construir o Magdalenenstift em honra da sua mãe e da sua esposa que partilhavam o mesmo nome. Em 1705, também abriu uma escola para mulheres da nobreza. Comprou a colecção de moedas do príncipe António Günther de Schwarzburg-Arnstadt por cem mil táleres que juntou à sua colecção e que hoje em dia ainda pode ser vista no Schloss Friedenstein.
À medida que vários dos seus tios morriam sem deixar descendência, Frederico foi herdando novas terras que incluíam partes dos ducados de Saxe-Coburgo, Saxe-Eisenberg e Saxe-Römhild, mas devido a longas disputas hereditárias entre os ducados ernestinos, que duraram até 1735, o imperador teve de intervir e escolher que partes seriam herdadas por quem.

## Casamento e descendência
Frederico casou-se com a princesa Madalena Augusta de Anhalt-Zerbst no dia 7 de junho de 1696. Tiveram dezanove filhos:
1. Sofia de Saxe-Gota-Altemburgo (30 de maio de 1697 - 29 de novembro de 1703), morreu aos seis anos de idade de varíola.
2. Frederico III, Duque de Saxe-Gota-Altemburgo (14 de abril de 1699 - 10 de março de 1772), casado com a princesa Luísa Doroteia de Saxe-Meiningen; com descendência.
3. Filho natimorto (22 de abril de 1700).
4. Guilherme de Saxe-Gota-Altemburgo (12 de março de 1701 - 31 de maio de 1771), casado com a duquesa Ana de Holstein-Gottorp; sem descendência.
5. Carlos Frederico de Saxe-Gota-Altemburgo (20 de setembro de 1702 - 21 de novembro de 1703), morreu com pouco mais de um ano de idade de varíola.
6. Filha natimorta (8 de maio de 1703).
7. João Augusto de Saxe-Gota-Altemburgo (17 de fevereiro de 1704 - 8 de maio de 1767), casado com a princesa Luísa Reuss de Schleiz; com descendência.
8. Cristiano de Saxe-Gota-Altemburgo (27 de fevereiro de 1705 - 5 de março de 1705), morreu de varíola com poucos dias de idade.
9. Cristiano Guilherme de Saxe-Gota-Altemburgo (28 de maio de 1706 - 19 de julho de 1748), casado com a princesa Luísa Reuss de Schleiz; sem descendência.
10. Luís Ernesto de Saxe-Gota-Altemburgo (28 de dezembro de 1707 - 13 de agosto de 1763), morreu solteiro e sem descendência.
11. Emanuel de Saxe-Gota-Altemburgo (5 de abril de 1709 - 10 de outubro de 1710), morreu com poucos meses de idade.
12. Maurício de Saxe-Gota-Altemburgo (11 de maio de 1711 - 3 de setembro de 1777), morreu solteiro e sem descendência.
13. Sofia de Saxe-Gota-Altemburgo (23 de agosto de 1712 - 12 de novembro de 1712), morreu com poucos meses de idade.
14. Carlos de Saxe-Gota-Altemburgo (17 de abril de 1714 - 10 de julho de 1715), morreu com poucos meses de idade.
15. Frederica de Saxe-Gota-Altemburgo (17 de julho de 1715 - 12 de maio de 1775), casada com o duque João Adolfo II, Duque de Saxe-Weissenfels; com descendência.
16. Filho natimorto (30 de novembro de 1716).
17. Madalena Sibila de Saxe-Gota-Altemburgo (15 de agosto de 1718 - 9 de novembro de 1718), morreu com poucos meses de idade.
18. Augusta de Saxe-Gota (30 de novembro de 1719 - 8 de fevereiro de 1772), casado com o príncipe Frederico de Gales; com descendência, incluindo o rei Jorge III do Reino Unido.
19. João Adolfo de Saxe-Gota-Altemburgo (18 de maio de 1721 - 29 de abril de 1799), morreu solteiro e sem descendência.

## Genealogia
| Frederico II de Saxe-Gota-Altemburgo | Pai: Frederico I, Duque de Saxe-Gota-Altemburgo | Avô paterno: Ernesto I, Duque de Saxe-Gota      | Bisavô paterno: João II, Duque de Saxe-Weimar                                |
| Frederico II de Saxe-Gota-Altemburgo | Pai: Frederico I, Duque de Saxe-Gota-Altemburgo | Avô paterno: Ernesto I, Duque de Saxe-Gota      | Bisavó paterna: Doroteia Maria de Anhalt                                     |
| Frederico II de Saxe-Gota-Altemburgo | Pai: Frederico I, Duque de Saxe-Gota-Altemburgo | Avó paterna: Isabel Sofia de Saxe-Altemburgo    | Bisavô paterno: João Filipe, Duque de Saxe-Altemburgo                        |
| Frederico II de Saxe-Gota-Altemburgo | Pai: Frederico I, Duque de Saxe-Gota-Altemburgo | Avó paterna: Isabel Sofia de Saxe-Altemburgo    | Bisavó paterna: Isabel de Brunsvique-Volfembutel, Duquesa de Saxe-Altemburgo |
| Frederico II de Saxe-Gota-Altemburgo | Mãe: Madalena Sibila de Saxe-Weissenfels        | Avô materno: Augusto, Duque de Saxe-Weissenfels | Bisavô materno: João Jorge I, Eleitor da Saxônia                             |
| Frederico II de Saxe-Gota-Altemburgo | Mãe: Madalena Sibila de Saxe-Weissenfels        | Avô materno: Augusto, Duque de Saxe-Weissenfels | Bisavó materna: Madalena Sibila da Prússia                                   |
| Frederico II de Saxe-Gota-Altemburgo | Mãe: Madalena Sibila de Saxe-Weissenfels        | Avó materna: Ana Maria de Mecklemburgo-Schwerin | Bisavô materno: Adolfo Frederico I, Duque de Mecklemburgo-Schwerin           |
| Frederico II de Saxe-Gota-Altemburgo | Mãe: Madalena Sibila de Saxe-Weissenfels        | Avó materna: Ana Maria de Mecklemburgo-Schwerin | Bisavó materna: Ana Maria da Frísia Oriental                                 |